# Father and the Boys
Father and the Boys é um filme de comédia mudo de 1915, dirigido por Joe De Grasse e estrelado por Lon Chaney. Baseado na peça de mesmo nome, do dramaturgo George Ade, lançado em 1908 e produzido por Charles Frohman. O filme é considerado perdido. Esse filme foi a estreia de Louise Lovely no cinema norte-americano depois de emigrar da Austrália.

## Elenco
- Digby Bell - Lemuel Morewood
- Louise Lovely - Bessie Brayton
- Harry Ham - William Rufus Morewood
- Colin Chase - Thomas Jefferson Morewood
- Yona Landowska - Emily Donelson
- Mae Gaston - Frances Berkeley
- Lon Chaney - Tuck Bartholomew
- Hayward Mack - Maj. Bellamy Didsworth
- Didsworth H. Davenport - Tobias Ford (como H. Davenport)
- Tom Chatterton
- Doc Crane
- Jean Hathaway